# محمد ابراهیموف (کشتی‌گیر، زاده ۱۹۸۳)
محمد ابراهیموف (به ازبکی: Магамед Ибрагимов؛ زادهٔ ۱۸ اوت ۱۹۸۳) کشتی‌گیر پیشین اوستیایی‌تبار است که در دستهٔ ۹۶ کیلوگرم کشتی آزاد برای کشور ازبکستان رقابت می‌کرد. ابراهیموف برندهٔ مدال نقرهٔ المپیک ۲۰۰۴ آتن، مدال برنز بازی‌های آسیایی ۲۰۰۲ و قهرمان مسابقات قهرمانی کشتی آسیا در سال ۲۰۰۴ است.
او در المپیک ۲۰۰۴ آتن با پیروزی بر علیرضا حیدری از ایران در نیمه‌نهایی به فینال این مسابقات راه یافت و با شکست برابر گاتسالوف روسیه‌ای به مدال نقره رسید.